# Zoicinae
Zoicinae Lehtinen & Hippa, 1979 è una sottofamiglia di ragni appartenente alla famiglia Lycosidae.

## Caratteristiche
Sono ragni di grandezza fra molto piccola e piccola, da 1,5 a 4 millimetri. Il cefalotorace ha pars cephalica più o meno piatta, indistintamente limitata; non vi sono disegni di rilievo; il pattern oculare è largo e trapezoidale.
L'opistosoma ha la colorazione di base assente o con evidenti segni bianchi; possiede peli bianchi piumosi e morbidi.
Il pedipalpo ha l'embolo distale; l'apofisi mediana è assente.
L'epigino ha una placca centralmente ricoperta di peli. La ragnatela è distesa, ampia o assente. 

## Distribuzione
I tredici generi oggi noti di questa sottofamiglia sono diffusi globalmente in tutto il mondo, ad eccezione dell'Oceania.

## Tassonomia
Attualmente, a dicembre 2021, è costituita da 13 generi:
1. Agalenocosa Mello-Leitao, 1944 - Argentina, Guyana, Queensland, Messico
2. Amblyothele Simon, 1910 - Africa occidentale, centrale e meridionale
3. Dorjulopirata Buchar, 1997 - Bhutan
4. Katableps Jocqué, Russell-Smith & Alderweireldt, 2011 - Madagascar
5. Lysania Thorell, 1890 - Malaysia, Borneo
6. Margonia Hippa & Lehtinen, 1983 - India
7. Pirata Sundevall, 1833 - cosmopolita, ad eccezione dell'Oceania
8. Piratula Roewer, 1960 - regione olartica
9. Pterartoria Purcell, 1903 - Sudafrica, Celebes
10. Shapna Hippa & Lehtinen, 1983 - India
11. Trabea Simon, 1876 - Africa centrale e meridionale, Spagna, Marocco, Algeria, Europa meridionale
12. Zantheres Thorell, 1887 - Myanmar
13. Zoica Simon, 1898 - Nuova Guinea, India, Bhutan, Australia occidentale, Sri Lanka